# Tête-d'œuf
Elihas Starr, alias Tête-d'œuf (« Egghead » en VO) est un super-vilain évoluant dans l'univers Marvel de la maison d'édition Marvel Comics. Créé par le scénariste Stan Lee et les dessinateurs Jack Kirby et Larry Lieber, le personnage de fiction apparaît pour la première fois dans le comic book Tales to Astonish #38 en décembre 1962.
Une seconde version du personnage apparaît pour la première fois dans Dark Reign: Young Avengers #1 en juillet 2009, créé par Paul Cornell et Mark Brooks. 
Le personnage a été l'ennemi juré du professeur Henry Pym, alias l'Homme-fourmi.

## Biographie du personnage

### Origines
Né dans le Queens à New York, Elihas Starr était un brillant scientifique du gouvernement spécialisé en recherche atomique. Il fut licencié pour espionnage et commença une carrière de génie criminel, sous le pseudonyme de Tête-d'œuf.

### Parcours
Sa première défaite fut provoquée par Hank Pym, lorsqu'il créa un dispositif pour contrôler mentalement les fourmis. Lors de cette tentative il enleva la Guêpe afin d'attirer l'Homme-Fourmi dans un piège, mais c'est finalement ce dernier qui le piégea, en feignant la défaite pour mieux vaincre Tête-d’œuf.
Il s'allia par la suite au Penseur fou et au Maître des maléfices dans un plan de chantage contre le gouvernement américain grâce l'utilisation d'un satellite laser. Il tua Barney Barton le frère d'Œil-de-faucon et affronta ce dernier (alors sous l'identité de Goliath ). 
Il est aussi responsable de la mort de Saint-Elme, de l'équipe qui allait bientôt devenir la Division Alpha.
Quelque temps plus tard, il forma les Émissaires du mal pour voler un artefact mystique nommé l'Œil de Capistan : l'équipe était alors constituée de Rhino, Solarr et l'Homme de cobalt. Ils affrontèrent les Défenseurs, puis Spider-Man à de multiples occasions. 
Obsédé par Hank Pym, Starr forma par la suite une autre équipe, les Maîtres du mal, pour vaincre les Vengeurs. Il fut tué par Œil-de-faucon, qui planta une flèche dans le canon de son pistolet laser. L'arme explosa et tua Starr.

## Pouvoirs et capacités
Tête-d'œuf n'a pas de super-pouvoirs. Génie doué en robotique, science atomique et technologie, il a inventé de nombreuses armes et appareillages scientifiques.

## Apparitions dans d'autres médias

### Télévision
- Tête-d'œuf apparaît dans la série d'animation The Super Hero Squad Show dans les épisodes « Cette forêt verte ! » et « L'Élection du mal », doublé par l'acteur Wayne Knight en version originale.
- Il apparaît aussi dans la série The Avengers: United They Stand en gardant son nom original Egghead. Dans la série, il rencontre Hank Pym à l'université et critique ses recherches sur le changement de taille. Il est l'antagoniste de l'épisode 10, « Vengeance ».

### Cinéma
Interprété par Michael Cerveris dans l'univers cinématographique Marvel
- 2018 : Ant-Man and the Wasp réalisé par Peyton Reed. Tête-d'œuf apparaît dans le film sous la forme d'un clin d'œil, puisque seul son nom civil, Elihas Starr, est cité. Il est révélé qu'il était un ancien collègue de Hank Pym et que les deux hommes étaient entrés en conflit, ce qui a conduit Hank à le renvoyer. Étant mort des années plus tôt dans un accident de laboratoire, il n'apparaît qu'en flashbacks. Il est également révélé qu'il est le père d'Ava Starr, alias le Fantôme.